# Gerhard Huy
Gerhard Huy (* 8. Dezember 1940 in Rockenhausen; † 28. August 2002 in Kaiserslautern) war ein deutscher Unternehmer und Politiker (NPD).

## Leben
Huy besuchte von 1946 bis 1954 die Volksschule und machte dann eine Kfz-Mechanikerlehre, die er 1958 mit der Gesellenprüfung abschloss. 1962 leistete er Wehrdienst und bestand 1963 die Kfz-Mechaniker-Meisterprüfung. 1963–1965 war er Filialleiter
in einem Kraftfahrzeug-, Bau- und Landmaschinenbetrieb und ab 1965 Geschäftsführer und technischer Leiter eines Kfz-Betriebs.

## Politik
Seit 1965 gehörte er der NPD an. In der Partei war er 1966 bis 1969 der Vorsitzende des Kreisverbands Rockenhausen. Bei der Landtagswahl in Rheinland-Pfalz 1967 kandidierte er für die NPD, wurde aber zunächst nicht gewählt. Am 1. Dezember 1968 rückte er für den ausgeschiedenen Hans Müller in den sechsten Landtag Rheinland-Pfalz nach, dem er bis zum Ende der Wahlperiode 1971 angehörte.